# Campionati italiani di aquathlon del 2017
I Campionati italiani di aquathlon del 2017 (XVIII edizione) sono stati organizzati dalla Federazione Italiana Triathlon e si sono tenuti a Recco in Liguria, in data 1º luglio 2017.
Tra gli uomini ha vinto Andrea Giacomo Secchiero ( Fiamme Oro), mentre la gara femminile è andata a Federica Parodi (T.D. Rimini).

## Risultati

### Élite uomini
| Pos. | Atleta                       | Società sportiva             | Nuoto    | Corsa    | Totale   |
| ---- | ---------------------------- | ---------------------------- | -------- | -------- | -------- |
|      | Andrea Giacomo Secchiero     | Fiamme Oro                   | 00:08:35 | 00:16:42 | 00:25:55 |
|      | Elia Mozzachiodi             | Spezia Triathlon             | 00:08:37 | 00:16:46 | 00:26:01 |
|      | Nicolò Simonigh              | Aquatica Torino              | 00:08:39 | 00:16:56 | 00:26:08 |
| 4    | Emanuele Grenti              | CUS Parma                    | 00:08:46 | 00:16:52 | 00:26:16 |
| 5    | Nicolò Fontana               | Azzurra Triathlon Team       | 00:08:50 | 00:17:06 | 00:26:32 |
| 6    | Marco Barison                | Liger Team Keyline           | 00:08:38 | 00:17:26 | 00:26:40 |
| 7    | Michele Bonacina             | Pro Patria Milano            | 00:08:37 | 00:17:27 | 00:26:42 |
| 8    | Thomas Francesco Previtali   | Triathlon Cremona Stradivari | 00:09:06 | 00:17:02 | 00:26:42 |
| 9    | Francesco Floriano Nicolardi | Raschiani Tri Pavese         | 00:08:43 | 00:17:27 | 00:26:51 |
| 10   | Simone Villanova             | Pro Patria Milano            | 00:08:50 | 00:17:36 | 00:27:05 |
| 11   | Samuele Angelini             | Fiamme Oro                   | 00:08:44 | 00:17:57 | 00:27:19 |
| 12   | Nicola Scarica               | CUS Parma                    | 00:09:07 | 00:17:35 | 00:27:22 |
| 13   | Luca Cavina                  | Imola Triathlon              | 00:09:10 | 00:17:44 | 00:27:32 |
| 14   | Ivan Cappelli                | Doria Nuoto Loano            | 00:09:08 | 00:17:47 | 00:27:33 |
| 15   | Enrico Ferlazzo              | Spezia Triathlon             | 00:08:46 | 00:18:38 | 00:28:01 |
| 16   | Emanuele Faraco              | Ermes Campania               | 00:09:10 | 00:18:16 | 00:28:07 |
| 17   | Luca Borgianni               | Fiamme Oro                   | 00:08:42 | 00:18:49 | 00:28:09 |
| 18   | Nicolò Basso                 | Fiamme Oro                   | 00:09:05 | 00:18:35 | 00:28:23 |
| 19   | Alessandro Beranger          | DDS                          | 00:08:49 | 00:19:23 | 00:28:53 |
| 20   | Federico Gallo               | Savona Triathlon             | 00:08:43 | 00:19:32 | 00:28:54 |

### Élite donne
| Pos. | Atleta                | Società sportiva             | Nuoto    | Corsa    | Totale   |
| ---- | --------------------- | ---------------------------- | -------- | -------- | -------- |
|      | Federica Parodi       | T.D. Rimini                  | 00:09:21 | 00:19:59 | 00:29:56 |
|      | Francesca Ferlazzo    | 707 Triathlon Team           | 00:08:58 | 00:20:34 | 00:30:11 |
|      | Chiara Magrini        | Aquatica Torino              | 00:08:52 | 00:21:20 | 00:30:55 |
| 4    | Roberta Rigault       | Aquatica Torino              | 00:09:45 | 00:20:30 | 00:30:59 |
| 5    | Vittoria Bergamini    | Riviera Triathlon 1992       | 00:08:51 | 00:21:44 | 00:31:14 |
| 6    | Fabiola D'Antino      | Triathlon Cremona Stradivari | 00:09:20 | 00:22:03 | 00:32:06 |
| 7    | Giorgia Alessandrini  | Padova Nuoto Triathlon       | 00:10:15 | 00:21:23 | 00:32:21 |
| 8    | Silvia Tonti          | Otrè Triathlon Team          | 00:10:21 | 00:21:17 | 00:32:26 |
| 9    | Federica Fanciullacci | Dermovitamina B) Sid         | 00:10:04 | 00:22:33 | 00:33:21 |
| 10   | Giorgia Palieri       | Los Tigres                   | 00:09:50 | 00:23:12 | 00:33:46 |
| 11   | Veronica Grenti       | CUS Parma                    | 00:10:19 | 00:23:05 | 00:34:04 |
| 12   | Stefania Moneta       | ARC Busto Arsizio            | 00:11:27 | 00:21:45 | 00:34:06 |
| 13   | Alessandra Derme      | Base Running Triathlon       | 00:11:40 | 00:22:01 | 00:34:22 |
| 14   | Elisa Dalla Tor       | Pro Patria Milano            | 00:11:57 | 00:21:37 | 00:34:27 |
| 15   | Laura Casasanta       | 3.4 Fun                      | 00:12:19 | 00:21:08 | 00:34:33 |
| 16   | Irene Luisi           | Spezia Triathlon             | 00:13:03 | 00:21:01 | 00:35:08 |
| 17   | Elena Jaccheri        | La Fenice Triathlon          | 00:11:56 | 00:22:30 | 00:35:12 |
| 18   | Giulia Repetto        | Virtus                       | 00:10:59 | 00:23:28 | 00:35:13 |
| 19   | Francesca Sedda       | CUS Parma                    | 00:10:16 | 00:24:18 | 00:35:14 |
| 20   | Marina Mambretti      | Pro Patria Milano            | 00:11:54 | 00:22:47 | 00:35:28 |